# Firestorm (DC)
Firestorm is de naam van verschillende superhelden uit de strips van DC Comics. De eerste versie van het personage maakte zijn debuut in in Firestorm, the Nuclear Man No. 1 (maart 1978), bedacht door Gerry Conway en Al Milgrom. 

## Geschiedenis
De eerste Firestorm was een fusie tussen 2 mensen; de tiener Ronnie Raymond en de nobelprijswinnaar Martin Stein. De twee kregen de mogelijkheid om te fuseren na blootstelling aan een nucleaire explosie. Aanvankelijk was Stein zich niet bewust van de fusie, en kon zich niks herinneren van de momenten dat hij en Ronnie Firestorm zijn. Ronnie was uiteindelijk in staat om Martin te overtuigen van wat er was gebeurd, waarna de 2 partners werden om Firestorm te kunnen zijn. Als Firestorm verdedigden de 2 New York tegen verscheidene superschurken en andere gevaren.
De tweede Firestorm was een fusie tussen wederom Ronnie Raymond en de Rus Mikhail Arkadin. Deze versie van Firestorm ontstond nadat Firestorm tijdens een gevecht met de Russische  held Pozhar een atoombom op zich gegooid kreeg.
Ronnie kwam om het leven tijdens een gevecht met de schurk Shadow Thief gedurende de verhaallijn Identity Crisis. Zijn rol als Firestorm werd hierna overgenomen door de tiener Jason Rusch. Deze versie van Firestorm bleef gehandhaafd totdat in 2011 het DC Universum een grote metamorfose onderging middels de verhaallijn "Flashpoint". Na Flashpoint keerde Ronnie Raymond weer terug, en werd samen met Jason Rusch de meest recente versie van Firestorm.

## Krachten en vaardigheden
Alle versie van Firestorm bezitten dezelfde superkrachten. 
Firestorm kan vliegen en heeft bovenmenselijke kracht en uithoudingsvermogen. Zijn grootste kracht is echter dat hij materie kan manipuleren op atomair niveau. Hierdoor kan hij objecten veranderen en herschikken tot iets compleet anders dan wat het oorspronkelijk was. 
Firestorm kan straling absorberen, radioactieve energie afvuren en zichzelf ontastbaar maken zodat hij door vaste voorwerpen heen kan bewegen.

## In andere media
- De Ronnie Raymond/Martin Stein versie van Firestorm maakt zijn opwachting in de series Super Friends: The Legendary Super Powers Show, The Super Powers Team: Galactic Guardians, Justice League Unlimited en Justice League Action.
- De Jason Rusch/Ronnie Raymond versie van Firestorm is te zien in de animatieserie Batman: The Brave and the Bold.
- 2 verschillende versies van Firestorm maken hun opwachting in het Arrowverse. De Ronnie Raymond/Martin Stein-versie van Firestorm speelt mee in seizoen 1 van The Flash. In deze serie fuseren de 2 door toedoen van hetzelfde incident dat ook de Flash en de andere metamensen in Central City hun krachten geeft. Tijden de climax van seizoen 1 en de opening van seizoen 2 komt Ronnie om het leven wanneer Firestorm de Flash helpt om een tijdverstoring te stoppen. Later in seizoen 2 vindt Stein een vervanger voor Ronnie, Jax Jackson. Samen worden ze de nieuwe Firestorm. Deze versie van Firestorm is een van de protagonisten van de serie Legends of Tomorrow.